# トゥクフカトネ
トゥクフカ トネ（TUKUFUKA Tone、1988年6月11日 - ）は、トンガ出身のラグビーユニオン選手。

## 略歴
2008年、U20トンガ代表としてU20日本代表と対戦したことがある。
トンガカレッジ、大阪産業大学、秋田ノーザンブレッツを経て、2019年、コカ・コーラレッドスパークスに加入。
2021年、NTTコミュニケーションズシャイニングアークスに加入。
2022年7月、NTT再編に伴う新チーム浦安D-Rocks選手スコッドに選ばれた。
2025年6月1日、浦安D-Rocks退団を発表。